# Kacinambun
Kacinambun is een bestuurslaag in het regentschap Karo van de provincie Noord-Sumatra, Indonesië. Kacinambun telt 948 inwoners (volkstelling 2010).